# Виконт Бангор
Виконт Бангор из замка Уард в графстве Даун (англ. Viscount Bangor) — аристократический титул в системе Пэрства Ирландии.

## История
Титул виконта Бангора был создан 11 января 1781 года для Бернарда Уорда, 1-го барона Бангора (1719—1781). Ранее он представлял в ирландской палате общин Даун (1745—1770), Киллилей (1761) и Бангор (1768). В 1770 году для него уже был создан титул барона Бангора из замка Уард в графстве Даун (Пэрство Ирландии).
Его сын, Николас Уард, 2-й виконт Бангор (1750—1827), заседал в ирландской палате общин от Бангора (1771—1776) и был объявлен сумасшедшим. Ему наследовал его младший брат, Эдвард Саутвелл Уорд, 3-й виконт Бангор (1790—1837). Его старший сын, Эдвард Уард, 4-й виконт Бангор (1827—1881), заседал в Палате лордов Великобритании в качестве ирландского пэра-представителя в 1855—1881 годах. Его младший брат, Генри Уильям Кросби Уард, 5-й виконт Бангор (1828—1911), также являлся ирландским пэром-представителем в Палате лордов (1886—1911). Его сын, Максвелл Ричард Кросби Уард, 6-й виконт Бангор (1868—1950), заседал в Палате лордов в качестве ирландского пэра-представителя с 1913 по 1950 год, а также был сенатором Северной Ирландии (1921—1950) и спикером Сената Северной Ирландии (1930—1950).
По состоянию на 2025 год, обладателем титула являлся его внук, Уильям Максвелл Дэвид Уорд, 8-й виконт Бангор (род. 1948), который сменил своего отца в 1993 году.

## Известные представители семьи Уорд
- Николас Уорд (род. 1630), сын Бернарда Уорда, прадед 1-го виконта Бангора, депутат Ирландской палаты общин от Даунпатрика (1661—1666)
- Майкл Уорд (1683—1759), депутат Ирландской палаты общин от графства Даун (1713—1727) и Бангора (1715—1716, 1727), сын Бернарда Уорда (1654—1690), отец 1-го виконта Бангора
- Роберт Уорд (ок. 1610—1691), дядя Николаса Уорда, получил титул баронета в 1682 году
- Достопочтенный Эдвард Уорд (1753—1812), депутат Ирландской палаты общин от Бангора (1776—1783) и графства Даун (1783—1790), второй сын 1-го виконта Бангора
- Эдвард Уолстенхолм Уард[англ.] (1823—1890), генерал-майор, член законодательного совета Нового Южного Уэльса[англ.], старший сын достопочтенного Джона Петти Уорда (1791—1869), младшего брата 3-го виконта Бангора
- Актриса Лалла Уорд (род. 1951), дочь 7-го виконта Бангора и супруга профессора Ричарда Докинза.

Родовая резиденция — Замок Уард в окрестностях Стренгфорда в графстве Даун (Северная Ирландия).

## Виконты Бангор (1781)
- 1781—1781: Бернард Уорд, 1-й виконт Бангор (18 августа 1719 — 20 мая 1781), сын ирландского политика Майкла Уорда (1683—1759);
- 1781—1827: Николас Уорд, 2-й виконт Бангор (5 декабря 1750 — 11 сентября 1827), старший сын предыдущего;
- 1827—1837: Эдвард Саутвелл Уорд, 3-й виконт Бангор (март 1790 — 1 августа 1837), старший сын достопочтенного Эдварда Уорда (1753—1812), внук 1-го виконта Бангора;
- 1837—1881: Эдвард Уорд, 4-й виконт Бангор (23 февраля 1827 — 14 сентября 1881), старший сын предыдущего;
- 1881—1911: Генри Уильям Уард Кросби, 5-й виконт Бангор  (26 июля 1828 — 23 февраля 1911), младший брат предыдущего;
- 1911—1950: Максвелл Ричард Кросби Уард, 6-й виконт Бангор (4 мая 1868 — 17 ноября 1950), третий (младший) сын предыдущего;
- 1950—1993: Эдвард Генри Гарольд Уард, 7-й виконт Бангор (5 ноября 1905 — 8 мая 1993), единственный сын предыдущего;
- 1993 — настоящее время: Уильям Максвелл Дэвид Уорд, 8-й виконт Бангор (род. 8 сентября 1948), единственный сын предыдущего от третьего брака;
  - Наследник: достопочтенный Эдвард Николас Уорд (род. февраль 1953), единственный сын 7-го виконта Бангора от четвертого брака, сводный брат предыдущего.